# Bill Wyman
Bill Wyman (Lewisham, Londres, 24 d'octubre de 1936) és un músic de rock britànic, intèrpret del baix elèctric.
Fill d'obrers, durant la Segona Guerra Mundial canvià sovint d'habitatge, per evitar els bombardeigs alemanys. Estudià a Oakfield i Beckenham, i s'allistà a l'Exèrcit de l'Aire, d'on es llicencià el 1961. Mentre treballava a Streatham, aprengué a tocar la guitarra rítmica i s'inicià en el baix un any abans d'ingressar, el 1962, a The Rolling Stones, en substitució de Dick Smith. Aportà al grup els seus coneixements en electrònica i el so dur i aspre, amb el seu baix continu, que els caracteritzà. Deixà els Stones el 1993.